# André Dufour
André Dufour (n. 13 august 1909, Paris, Franța – d. 11 noiembrie 1995, La Tronche, Rhône-Alpes, Franța) a fost un politician francez. El a luptat în Rezistența franceză în timpul celui de-al Doilea Război Mondial, fiind unul dintre cei trei oficiali locali ai secțiunii clandestine a Partidului Comunist Francez. S-a opus revenirii la putere a generalului Charles de Gaulle și nu a avut încredere în el la 1 iunie 1958 într-un context insurecțional legat de instabilitatea guvernului în timpul războiului din Algeria. A fost ales deputat între 1945 și 1958, apoi al doilea viceprimar al orașului Grenoble din 1945 până în 1947..